# ألفرد جي. فيشر
ألفرد جي. فيشر (بالإنجليزية: Alfred George Fischer)‏ هو جيولوجي أمريكي، ولد في 10 ديسمبر 1920 في ألمانيا، وتوفي في 2 يوليو 2017.